# Amanda Sefton
Amanda Sefton (nombre real Jimaine Szardos) (también conocida como Daytripper —Viajera Diurna en España— y la segunda Magik) es un personaje ficticio, una bruja que aparece en los cómics estadounidenses publicados por Marvel Comics. Ella es la hermana adoptiva y amante de Kurt Wagner, Nightcrawler de los X-Men.

## Historial de publicación
Amanda Sefton apareció por primera vez en Uncanny X-Men # 98 (abril de 1976), creada por Chris Claremont y Dave Cockrum. Ella ha aparecido ocasionalmente en títulos de X-Men, probablemente más a menudo en Uncanny X-Men y Excalibur.
Como Magik, Amanda tenía su propio homónimo, de cuatro números miniserie en 2000-2001 de los escritores Dan Abnett y Andy Lanning, con el artista Liam Sharp. La serie se centró en su toma de Limbo (también conocido como Otro lugar). La serie también presentó a su amante / hermano adoptivo, Nightcrawler.

## Biografía del personaje
Jimaine y su madre Margali son brujas. Cuando Nightcrawler se unió a los X-Men, Jimaine finalmente lo siguió a los Estados Unidos, asumió la identidad de Amanda Sefton, tomó un trabajo como asistente de vuelo y se convirtió en la novia de Nightcrawler. Cuando Margali atacó a los X-Men, creyendo que Nightcrawler había sido responsable de la muerte de Stefan Szardos (su hijo; el hermano de Jimaine), "Amanda" se reveló a sí misma como Jimaine, convenció a su madre de dejar que Kurt viviera, y reanudó su relación intermitente con él. Su relación se rompió cuando Kurt sufrió un grave caso de falta de confianza después de un encuentro con Beyonder a la llegada de este último a la tierra.

### Daytripper
Mucho más tarde, necesitando sus habilidades mágicas, Nightcrawler llamó a su exnovia, Amanda Sefton, para ayudar a Excalibur. Por razones dramáticas, optó por adoptar el nombre en clave Daytripper, como jugar con el nombre en clave de Kurt, y se presentó con un nuevo disfraz. Una vez familiarizada con el problema en cuestión, Amanda hizo lo mejor que pudo para ayudar a Meggan y Rachel Summers a localizar al Capitán Britania perdido en la secuencia de tiempo, pero cuando hicieron contacto solo lograron intercambiar al Capitán Britania por Rachel, quien en su lugar ingresó a la secuencia de tiempo para emerger en un futuro inverosímil.
Después de este incidente, Kurt y Amanda viajaron a Alemania, donde su madre Margali había sido llevada cautiva por D'Spayre. Mientras Kurt se preguntaba cómo una hechicera tan poderosa podría ser mantenida cautiva contra su voluntad, Daytripper explicó que Winding Way no solo es una disciplina mística, sino que también funciona como un viaje con altibajos. Actualmente, Margali estaba en un punto bajo e impotente o, de lo contrario, D'Spayre nunca podría haberla derrotado. La pareja rescató a su madre y Amanda regresó con Kurt a Excalibur.
De vuelta en la isla Muir, Amanda fue la única que reconoció que el científico del equipo, Rory Campbell era el hombre destinado a convertirse en el futuro cazador de mutantes Ahab, pero ella le prometió mantener su conocimiento en secreto y se ofreció a estar allí para él siempre que surja la necesidad.
Alrededor de este tiempo ella sufrió un ataque místico / telepático en un avión mientras tomaba un turno bajo su trabajo de azafata. Se trataba del destino de la Reina Negra.
Después de que Excalibur hubiera sido atacado por brujos contrincantes que intentaban adquirir la Espada del Alma de la difunta Illyana Rasputin, Amanda convenció a Shadowcat de que le dicha espada para su custodia. Amanda pensó que era mejor entregarle la espada a su madre; sin embargo, muy tarde, se dio cuenta de que había sido engañada por su propia madre, quién quería que la Espada del Alma matara a todos los que estaban delante de ella en el Sendero Sinuoso.
A pesar de que nunca había sido más poderosa, no era suficiente para Margali y, disfrazada, se unió al Club Fuego Infernal de Londres como su Reina Roja, procediendo su plan de destruir Londres y apoderarse de Gran Bretaña. Poco después de ayudar a derrotar a su madre y al Club Fuego Infernal, Amanda se fue de Excalibur sin siquiera decírselo a Nightcrawler.
En realidad, no fue Amanda quien tomó esa decisión, sino Margali quien se hizo cargo de su cuerpo. Tras su derrota en el Hellfire Club, Margali había sido capturada por el hechicero villano Belasco y fue torturada en su reino, desde donde, secretamente, cambió su mente con la de su hija para recuperar su libertad y su posición en Winding Way. Finalmente, Margali, usando el cuerpo de Amanda, regresó al Limbo, donde madre e hija volvieron a sus cuerpos originales y derrotaron a Belasco con la ayuda de Nightcrawler. Margali se disculpó por haber expuesto a su hija a tal peligro, pero luego se fue rápidamente. Solo después de que ella se fue, Amanda se dio cuenta de que con ella y Belasco desaparecidos, no había nadie más que ella capaz de hacerse cargo del nuevo gobernante de Limbo. Dejar la dimensión sin vigilancia parecía demasiado peligroso, dado que varios demonios podrían haber usado sus discos para invadir la Tierra.

### Magik
Fue durante el tiempo en el que Amanda se vio obligada a frustrar la toma del Limbo y la Tierra por parte de Belasco y N'Garai que tuvo que ocultar su identidad a sus amigos más cercanos. Esto siguió así hasta el final de la batalla, donde aquellos que todavía no se habían dado cuenta de que ella no era Illyana, descubrieron el nuevo rol de Amanda. Después de eso, Amanda reunió a los gobernantes de todas las otras dimensiones del infierno para unirlos en un objetivo común: la preservación del infierno.
Amanda también ha dominado la habilidad de controlar mágicamente los discos de Limbo, tal como lo hizo Belasco antes que ella, y practicó el manejo de la Espada del Alma. Durante uno de los viajes de Nightcrawler al Limbo, Amanda escondió secretamente la poderosa Espada del Alma en el cuerpo de Kurt, pensando que estaba a salvo allí ya que su alma era la más pura que podía encontrar. Hubo un cambio en el equilibrio cósmico, fuerzas poderosas entraron en acción solo con el fin de encontrar la espada del alma, de hecho, no mucho más tarde Amanda fue atacada y dominada por Pesadilla. Fue rescatada por la oportuna llegada de su madre, Margali, y juntas, madre e hija se enteraron de que Pesadilla había sido manipulado para atacarlas por otra persona. Amanda y Margali inmediatamente buscaron a Nightcrawler para advertirle, pero a su llegada, el demonio Hive se reveló y tomó el cuerpo del compañero de equipo de Nightcrawler, Wolverine.
Gradualmente, la esencia del demonio fue interrumpida por la Espada del Alma, aunque no antes de que revelara que se avecinaba una guerra importante, una que se había estado gestando durante un milenio, y que toda la familia Szardos era un factor muy importante.

### Expulsada del Limbo
Amanda reapareció en New X-Men cuando salió de un portal dimensional en una explosión de energía flamígera y aterrizó en un pequeño pueblo alemán. Ella le suplicó: "Ayúdame...alguien, por favor... él está de vuelta". Amanda fue expulsada del Limbo después de haber sido abrumada por una invasión liderada por Belasco; aunque ella había luchado contra él y lo había derrotado en el pasado, Belasco ahora parecía más poderoso y, sin la Espada del Alma, Amanda no era rival.
Ayudó a los New X-Men Hellion y Surge, así como al operario Centinela O*N*E (y ex mutante) Lex a encontrar estudiantes que fueron secuestrados por Belasco. Los estudiantes se salvaron debido a que Illyana Rasputin usurpaba el control de Limbo. Sin embargo, una vez que los héroes fueron teletransportados a la escuela de Xavier, Amanda descubrió que el Limbo estaba sellado.
Si bien Hada ha declarado que tanto Amanda como el Doctor Strange se han acercado a ella para hablar sobre su tutela mágica cuando sea mayor de edad, el paradero de Amanda permaneció desconocido durante algún tiempo, pero fue citada recientemente por Cyclops después de su Segunda Venida escribiéndole una carta de condolencia por la muerte de Nightcrawler.

### Reunión familiar
Después de su resurrección y un período de reajuste, Nightcrawler buscó a Amanda para una reunión romántica pero entonces Amanda fue casi secuestrada por un villano llamado Trimega. Después de Nightcrawler y sus Bamfs sometieron a Trimega, él eligió otorgarle a Amanda y Margali un santuario en la Escuela Jean Grey para estudios superiores; pero entonces un ejército de Trimegas descendió sobre la escuela. Durante la batalla, resultó que Margali era en realidad la creadora de Trimega y había orquestado el ataque para conocer cómo cruzar a Afterlife. Armado con ese conocimiento, Margali abrió un portal, cuya existencia pondría en peligro la realidad. Para detener su plan, Nightcrawler y Amanda intentaron pasar la puerta pero el exilio voluntario del Cielo de Nightcrawler le impidió la entrada, dejando a Amanda sola en el Vacío. Se encontraron de nuevo cuando Nightcrawler, apuñalado fatalmente en combate por los Piratas Carmesí, fue interceptado por Amanda en una "estación interina" entre la vida y la muerte, quien lo alentó con éxito - con la ayuda de Wolverine y Phoenix - a volver a la tierra de los vivos.

## Poderes y habilidades
Amanda es una hechicera que sigue el camino del Camino sinuoso. Su poder cambia en sus niveles, aumenta y disminuye con el tiempo, lo que le permite convocar poderes como el teletransportación, el lanzamiento de ilusiones, el cambio de forma, los rayos de fuerza mística, el hipnotismo y la manipulación de otras fuerzas místicas complejas.
Cuando se convirtió en la Hechicera Suprema del Limbo, Amanda comenzó a empuñar la poderosa Espada del Alma. Aunque no podía acceder a todo el poder de la espada, todavía podía crear y controlar las energías de teletransportación en forma de "discos escalonados". Esto le permitía absorber almas de otros, ya sea de forma permanente o simplemente para almacenar y transferir, colocar y guardar la espada en la absoluta nada y recuperarla de donde vino con facilidad. Al igual que Illyana Rasputin, mientras más Amanda usaba la Espada del Alma, más aparecía la mística armadura Eldritch en su cuerpo junto a características demoníacas como cuernos y pezuñas. La armadura desvía o limita los ataques, tanto físicos como mágicos. Sin embargo, en la Tierra, las habilidades de Amanda se limitan a una capacidad diferente. Amanda perdió estas habilidades cuando el selló a ella y retomó su exhibición normal de poderes.

## Otras versiones
En la línea de tiempo de "Días del futuro pasado", Amanda y Nightcrawler tienen una hija Azul que heredó la apariencia de su padre y poderes similares de teletransportación. Amanda y Nightcrawler, junto con la versión de esa línea de tiempo de Illyana Rasputin, fueron abatidos a tiros por una fuerza de ataque del gobierno desplegada para destruir el Instituto Xavier después de que el senador Robert Kelly fue asesinado.

## Televisión
En X-Men: Evolution, Amanda Sefton aparece como el interés amoroso de Nightcrawler, pero no tiene la mayoría de los antecedentes de su contraparte del cómic. El nombre de su madre sigue siendo Margali, pero los Sefton parecen ser una familia normal. Ella es representada como una adolescente estadounidense de ascendencia africana / romaní que acepta a Kurt completamente a pesar de su mutación. Su voz fue grabada por Moneca Stori.
En su primera aparición, el episodio "Danza de la sombra", Amanda le pide a Kurt que sea su cita para un baile escolar y le dice que estuvo enamorada de él durante meses, pero que era demasiado tímida como para decírselo, y que sus sentimientos permanecían iguales incluso después de haberlo visto, accidentalmente, apagando su inductor de imagen. Comienzan a salir en serio, y después de un tiempo ("El sapo, la bruja y el armario"), Amanda intenta presentar a Kurt -con su verdadero yo- a sus padres. La intención es arruinada por Sapo, quien roba el inductor de imagen de Kurt, demuele la casa de Sefton y revela la verdadera apariencia de Kurt antes de que Amanda pueda preparar adecuadamente a sus padres. A pesar de que los padres de Amanda están comprensiblemente molestos, Amanda rechaza cualquier malestar que puedan traer a su relación con Kurt y sigue saliendo con él.